# Окна (приток Чьерна-Воды)
О́кна (словац. Okna) — река в Словакии, протекает по территории Кошицкого края. Длина реки — 36,29 км, а площадь водосборного бассейна — 122,2 км².
Берёт своё начало из озера Морске-Око (словац. Morské oko), которое питают безымянные притоки со склонов горного массива Вигорлат, на высоте 619 метров над уровнем моря. Течёт на юг, немного забирая к западу, и впадает в реку Чьерна-Вода у деревни Сенне, на высоте около 100 метров над уровнем моря. У деревни Вишна-Рибница (словац. Vyšná Rybnica) на реке расположено одноимённое водохранилище площадью 0,06 км², а в устье — пруды Сеньянске-Рибники (словац. Senianske rybníky) суммарной площадью 1,44 км². Основными притоками Окны являются Жьяровницки-Поток, Реметски-Поток, Дрьетомица, Дрьеновец, Рибничка, Жьяровница, каналы Собранецки, Ольшински и Грабовски.
Ихтиофауна реки включает, не считая венгерской миноги, 23 вида рыб из шести семейств. Наиболее распространены обыкновенный пескарь, голавль, Cobitis elongatoides и Rhodeus amarus. Серебряный карась, Амурский чебачок и Lepomis gibossus аллохтонными видами. Пять видов рыб (обыкновенный подуст, обыкновенный ёрш, елец, обыкновенный вьюн и белопёрый пескарь) отнесены Международным союзом охраны природы к таксонам, находящимся в состоянии, близком к угрожаемому (NT, near threatened), ещё два — верховка и днестровский длинноусый пескарь — признаны исчезающими (EN, endangered).